# Sophrops lata
Sophrops lata är en skalbaggsart som beskrevs av Frey 1972. Sophrops lata ingår i släktet Sophrops och familjen Melolonthidae. Inga underarter finns listade i Catalogue of Life.